# ادبیات فمینیستی
جادبیات فمینیستی (انگلیسی: Feminist literature) مجموعه‌ای از داستان، ناداستان، نمایشنامه یا شعر است که از اهداف فمینیستی در تعریف، ایجاد و دفاع از حقوق اقتصادی، اجتماعی، فرهنگی، سیاسی و مدنی برابر برای زنان حمایت می‌کند. نقش‌های نابرابر زنان با مردان، به‌ویژه از نظر موقعیت، امتیاز و قدرت را نشان می‌دهد و پیامدهای آن را برای زنان، مردان، خانواده‌هاو جوامع منعکس می‌کند.

## تاریخچه
در قرن پانزدهم، کریستین دو پیزان کتاب شهر بانوان را نوشت، که به تعصبات تاخته و اهمیت زنان را در جامعه را نشان داد. این کتاب از زنان مشهور که در قرن چهاردهم توسط جووانی بوکاچو نوشته شد، الگو گرفته است.
جنبش فمینیستی داستان‌های فمینیستی، ادبیات غیرداستانی فمینیستی و شعر فمینیستی را تولید کرد که باعث ایجاد علاقه به نویسندگی در زنان شد. همچنین باعث ارزیابی مجدد کلی از مشارکت‌های تاریخی و دانشگاهی زنان در پاسخ به این باور شد که زندگی و مشارکت زنان در حوزه‌های علمی کمتر ارائه شده است. همچنین ارتباط نزدیکی بین ادبیات فمینیستی و کنش‌گری وجود داشته است، به‌طوری که نوشته‌های فمینیستی نگرانی‌ها یا ایده‌های کلیدی فمینیسم را در یک دوره خاص بیان می‌کنند.
بیشتر مطالعات ادبی فمینیستی اولیه به کشف مجدد و احیای متون نوشته‌شده توسط زنان داده شد. در پژوهش‌های ادبی فمینیستی غرب، مطالعاتی مانند مادران رمان اثر دیل اسپندر (۱۹۸۶) و ظهور رمان‌نویس زن اثر جین اسپنسر (۱۹۸۶) در اصرار بر این‌که زنان همیشه در حال نوشتن بوده‌اند، راهگشا بودند. متناسب با این رشد علاقه علمی، انتشارات‌ها کار چاپ مجدد متون را آغاز کردند. انتشارات ویراگو پرس در سال ۱۹۷۵ شروع به انتشار فهرست بزرگی از رمان‌های قرن ۱۹ و اوایل قرن ۲۰ کرد و یکی از اولین انتشارات تجاری بود که به پروژه احیاء این آثار پیوست. در دهه ۱۹۸۰، پاندورا پرس، مسئول انتشار «مطالعه اسپندر»، مجموعه‌ای از رمان‌های قرن هجدهم را منتشر کرد که توسط زنان نوشته شده بود.
آثار ادبی خاصی به‌عنوان متون کلیدی فمینیستی شناخته شده‌اند. احقاق حقوق زنان (۱۷۹۲) اثر مری ولستون‌کرافت، یکی از اولین آثار فلسفه فمینیستی است. اتاقی از آن خود (۱۹۲۹) اثر ویرجینیا وولف، در استدلال خود برای فضای لفظی و مجازی برای نویسندگان زن در یک سنت ادبی تحت سلطه مردسالاری مورد توجه قرار گرفته است. خواجه مؤنث (۱۹۷۰) جرمن گریر نقش محدودکننده زن خانه‌دار را زیر سؤال می‌برد.
علاقه گسترده به نویسندگی زنان به بازنگری کلی و گسترش معیار ادبی مربوط می‌شود. علاقه به ادبیات پسااستعماری، ادبیات همجنس‌گرایان، نوشتن رنگین‌پوستان، نوشته‌های کارگران، و تولیدات فرهنگی سایر گروه‌های به حاشیه رانده‌شده منجر به گسترش مقیاس بزرگی از آنچه «ادبیات» و ژانرهایی که تاکنون در نظر گرفته نشده‌اند، شده است. نوشتن برای کودکان، مجلات، نامه‌ها، سفرنامه‌نویسی، و بسیاری دیگر از متون ادبی در حال حاضر موضوعات مورد توجه محققان است. بیشتر ژانرها و زیرژانرها تحت تحلیل مشابهی قرار گرفته‌اند، بنابراین مطالعات ادبی وارد قلمروهای جدیدی مانند «ادبیات گوتیک زنانه» در ادبیات گوتیک یا «داستان‌های علمی تخیلی زنان» در ژانر علمی تخیلی شده است.
به گفته الیس ری هلفورد، «داستان علمی تخیلی و فانتزی به‌عنوان ابزار مهمی برای تفکر فمینیستی، به‌ویژه به‌عنوان پل بین تئوری و عمل به‌کار می‌روند». داستان علمی تخیلی فمینیستی گاهی در سطح دانشگاه تدریس می‌شود تا نقش ساختارهای اجتماعی در درک جنسیت را بررسی کند. متون قابل توجه از این دست عبارتند از: دست چپ تاریکی اثر اورسولا لو گویین (۱۹۶۹)، مرد زن اثر جوانا راس (۱۹۷۰)،خویشاوند اثر اوکتاویا باتلر» (۱۹۷۹)، و سرگذشت ندیمه اثر مارگارت اتوود (۱۹۸۵).
ادبیات غیرداستانی فمینیستی نقش مهمی در بیان نگرانی‌ها در مورد تجربیات زیسته زنان ایفا کرده است. برای مثال می‌دانم چرا پرنده در قفس می‌خواند اثر مایا آنجلو بسیار تأثیرگذار بود، زیرا نشان‌دهنده نژادپرستی و تبعیض جنسی خاصی بود که توسط زنان سیاه‌پوست بزرگ‌شده در ایالات متحده تجربه می‌شد.
علاوه بر این، بسیاری از جنبش‌های فمینیستی شعر را به‌عنوان وسیله‌ای برای انتقال ایده‌های فمینیستی به مخاطبان، از طریق گلچین‌ها، مجموعه‌های شعر و خوانش‌های عمومی پذیرفته‌اند.

## برخی آثار مشهور ادبیات فمینیستی
| - احقاق حقوق زن نوشته مری ولستون‌کرافت - اتاقی از آن خود اثر ویرجینیا وولف - فمینیسم برای همه است اثر بل هوکس - یاغی جنسیت اثر کیت بورنشتاین - خانه در خیابان مانگو اثر ساندرا سیسنروس - فمینیست بد اثر رکسان گی - زنان کوچک اثر لوییزا می الکات - مردان چیزهایی به من توضیح می‌دهند اثر ربکا سولنیت - بازتعریف واقعیت اثر جنت ماک - خواهر بیگانه اثر آدری لرد - حباب شیشه اثر سیلویا پلات | - اتاق خونین اثر آنجلا کارتر - این پل پشت من را صدا زد؛ گلچین فمینیستی - خواجه مؤنث نوشته جرمن گریر - تک‌گویی‌های واژن اثر ایو انسلر - در جستجوی باغ‌های مادرانمان اثر آلیس واکر - رازوری زنانه اثر بتی فریدان - سرگذشت ندیمه اثر مارگارت اتوود - جنس دوم اثر سیمون دوبووار - زنان، فرهنگ و سیاست اثر آنجلا دیویس - دفترچه یادداشت طلایی نوشته دوریس لسینگ |